# ارنولیت (بازیکن فوتبال، زاده ۱۹۵۴)
ارنولیت (انگلیسی: Erivelto؛ زادهٔ ۱۰ ژوئیهٔ ۱۹۵۴) بازیکن فوتبال اهل برزیل است.
از باشگاه‌هایی که در آن بازی کرده‌است می‌توان به باشگاه فوتبال فلومیننزه اشاره کرد.
وی همچنین در تیم ملی فوتبال برزیل بازی کرده‌است.